# Lamina verticale
La lamina verticale è una lamina ossea impari dell'osso etmoide sviluppata in verticale e in senso antero-posteriore, rappresenta la parte centrale e da cui ha origine lo sviluppo dell'osso.
È divisa ad opera della lamina cribrosa, che ha un decorso orizzontale, in due porzioni:
- Crista galli, la porzione superiore
- Lamina perpendicolare, la porzione inferiore